# John Harding (mariscal)
Allan Francis "John" Harding (1er barón Harding de Petherton) fue un militar británico que alcanzó el grado de mariscal de campo. Intervino en las dos Guerras Mundiales, en la insurgencia de Malasia, y posteriormente asesoró al Gobierno británico en la lucha contra la rebelión del Mau Mau. También desempeñó los cargos de Jefe del Estado Mayor Imperial General, y de Gobernador de Chipre entre 1955 y 1957 durante la insurgencia de la isla.

## Primeros años
Hijo de Francis Ebenezer Harding y de Elizabeth Ellen Anstice. Estudió en la Ilminster Grammar School y en el King's College de Londres. Harding Comenzó a trabajar como aprendiz en diciembre de 1911, ganando el ascenso a secretario auxiliar en la Oficina de Correos en julio de 1913 y después a empleado en la Segunda División de la Función Pública en abril de 1914.

## Carrera militar
Harding dejó su carrera civil al unirse al 11th (County of London) Battalion (Finsbury Rifles) del London Regiment, una unidad de la Reserva Territorial del Ejército Británico, como teniente segundo el 15 de mayo de 1914. Durante la Primera Guerra Mundial perteneció al cuerpo de ametralladoras y luchó en la Batalla de Gallipoli en agosto de 1915. Fue transferido a las fuerzas armadas regulares como teniente en el destacamento de Infantería Ligera Príncipe Alberto de Somerset el 22 de marzo de 1917 y fue asignado al teatro de operaciones del Oriente Medio. Participó en la Tercera Batalla de Gaza en noviembre de 1917, y posteriormente, fue condecorado con la Military Cross.
Después de la guerra Harding adoptó el nombre de "John". En 1921 fue destinado a la India. Promovido a capitán el 11 de octubre de 1923, se unió al personal de la sede del Southern Command en 1930, antes de convertirse en Brigada Mayor de la 13 Brigada de Infantería en 1933. Se convirtió en comandante de la compañía con el segundo batallón del Regimiento con su ascenso a major el 1 de julio de 1935. Después de una gira como oficial de personal en la Dirección de Operaciones de la Oficina de Guerra, fue ascendido a teniente coronel el 1 de enero de 1938.

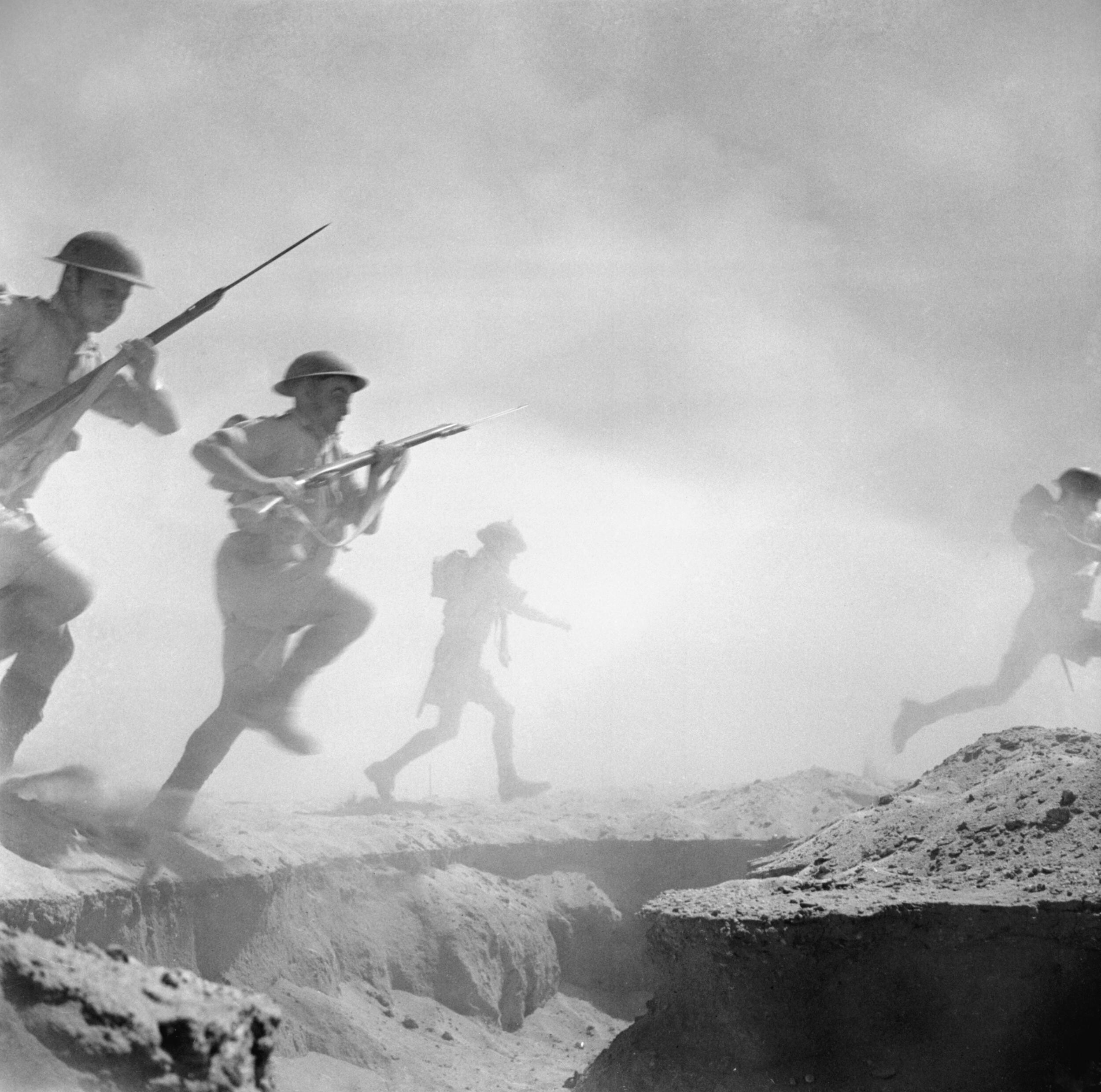
La Segunda Batalla de El Alamein, donde Harding mandó la 7 División Blindada, durante la Segunda Guerra Mundial

Harding sirvió en la Segunda Guerra Mundial inicialmente como Oficial de Comando del 1er Batallón de Infantería Ligera de Somerset, fogueado en las revueltas de la región pakistaní del Waziristan, donde adquirió cierto prestigio antes de unirse al equipo del Comando de Oriente Medio en septiembre de 1940 y luego convertirse en brigada en el Estado Mayor General de la Fuerza del Desierto Occidental en diciembre de 1940. Fue nombrado en 1941 Comendador de la Orden del Imperio Británico por los servicios prestados durante la guerra. Cuando fueron capturados los Generales Richard O'Connor y Sir Philip Neame por los alemanes en abril de 1941, Harding tomó el mando temporal de la Fuerza del Desierto Occidental, protagonizando la defensa de Tobruk, hechos por los que fue ascendido al rango de Coronel el 9 de agosto de 1941 y fue galardonado con la Orden del Servicio Distinguido (DSO).
A continuación pasó a ser General de Brigada Mayor del XIII Cuerpo de Ejército (el nuevo nombre adoptado por la antigua Fuerza del Desierto Occidental) en agosto de 1941 y, tras haber sido mencionado en los despachos a principios de 1942 y recibido una barra adicional a su DSO en febrero de 1942, fue nombrado Director Adjunto de Formación Militar del Comando de Oriente Medio ese mismo mes, siendo habilitado en verano de 1942.
Fue nombrado comandante general de la 7 División Blindada en septiembre de 1942 y durante la Segunda Batalla de El Alamein en octubre de 1942, situó su cuartel general de avanzada primero en un carro de combate y luego en un jeep, siendo herido por la metralla. Fue galardonado con una segunda barra en su DSO en enero de 1943.
Harding regresó al Reino Unido en noviembre de 1943 para tomar el mando del VIII Cuerpo de Ejército antes de ser enviado a Italia en enero de 1944 para convertirse en el jefe de Estado Mayor del general Harold Alexander, al mando del 15 Grupo de Ejército. Fue nombrado Caballero Comendador de la Order of the Bath el 16 de junio de 1944 por sus servicios en Italia, y fue ascendido al rango Comandante Supremo el 13 de julio de 1944. Luego pasó a tomar el mando del XIII Cuerpo de Ejército en Italia en marzo de 1945, llegando a Trieste justo después de su insurrección contra los alemanes. También fue galardonado el 14 de mayo de 1948 con la Legión al Mérito con el Grado de Comendador por el Presidente de los Estados Unidos, en recompensa por su conducta durante la guerra.

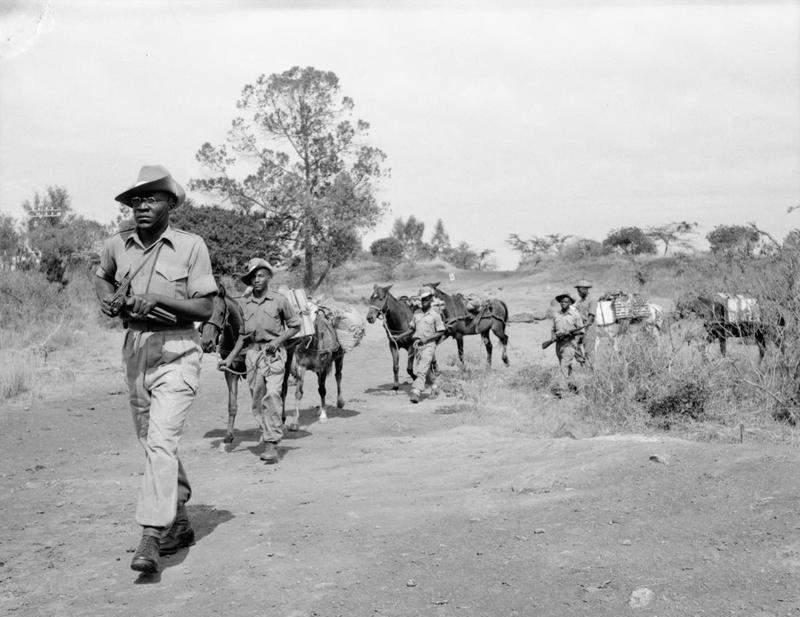
Tropas británicas durante el levantamiento Mau Mau en la década de 1950

Promovido a Teniente General el 19 de agosto de 1946, Harding sucedió el general Alexander como comandante de las fuerzas británicas en el Mediterráneo en noviembre de 1946. Fue nombrado general jefe del Comando Sur en julio de 1947 y pasó a ser comandante  jefe de las Fuerzas Terrestres en el Lejano Oriente el 28 de julio de 1949 durante las primeras etapas de la insurrección malaya. Habiendo sido promovido plenamente a General el 9 de diciembre de 1949, fue nombrado Ayuda de Campo General del rey Jorge VI el 21 de octubre de 1950 y elevado a Caballero de la Gran Cruz de la Order of the Bath durante las celebraciones del cumpleaños real en 1951. Harding se convirtió en Comandante en Jefe del Ejército Británico del Rhin el 30 de agosto de 1951.
El 1 de noviembre de 1952 fue nombrado Jefe del Estado Mayor Imperial Británico: en este cargo, aconsejó al Gobierno británico acerca de la respuesta a la rebelión del Mau Mau. Fue ascendido a Mariscal de Campo el 21 de julio de 1953, y se retiró el 29 de septiembre de 1955.
Harding también había sido Coronel del North Somerset Yeomanry (cuerpo militar especializado en intervenciones por desórdenes públicos) desde el 2 de febrero de 1949, Coronel del 6th Queen Elizabeth's Own Gurkha Rifles (las temibles tropas de asalto de origen nepalí) desde el 18 de mayo de 1951, Coronel de Infantería del Somerset Ligero desde el 13 de abril de 1953, Coronel del Life Guards (cuerpo de caballería) desde el 26 de abril de 1957 y Coronel del Somerset and Cornwall Light Infantry desde el 6 de octubre de 1959.

## Chipre y su carrera posterior

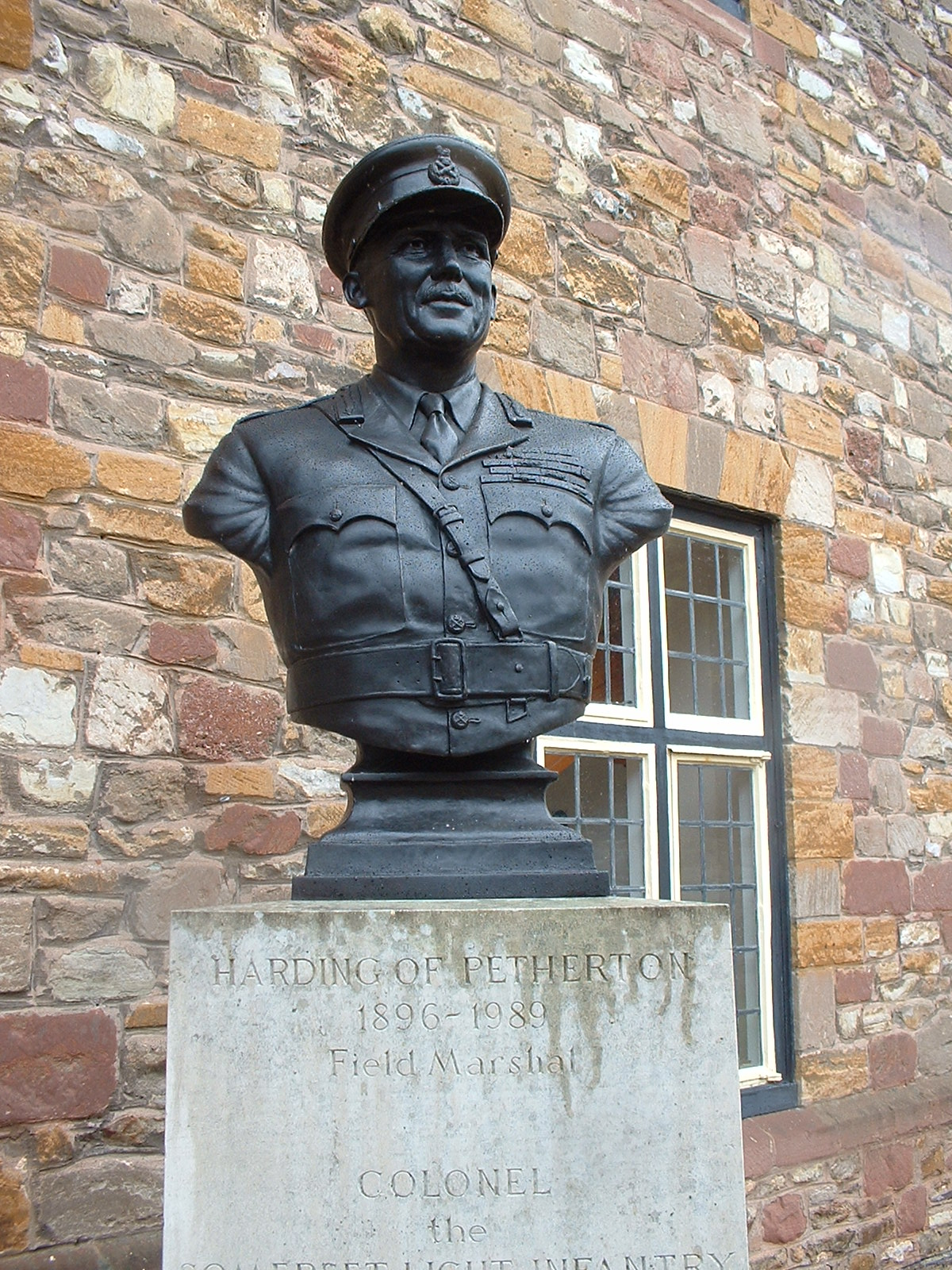
Estatua de Harding en Taunton

El 3 de octubre de 1955, Harding fue asignado al cargo de gobernador de la colonia británica de Chipre. Como gobernador de Chipre, Harding trató de restablecer las relaciones con el Reino Unido, mediante la negociación tanto con los greco-chipriotas como con las comunidades turco-chipriotas de la isla, mientras que el Gobierno británico estaba negociando con los gobiernos griego y turco. Harding tomó medidas estrictas para mejorar la situación de seguridad en Chipre, cuando el EOKA había declarado una lucha armada contra los británicos el 1 de abril de 1955. Con este fin, Harding instituyó una serie de medidas sin precedentes incluyendo toques de queda, cierres de escuelas, la apertura de campos de concentración, la detención indefinida de sospechosos sin juicio y la imposición de la pena de muerte para delitos como la tenencia de armas, de artefactos incendiarios o de cualquier material que pudiera ser utilizado como bomba. Hubo una serie de ejecuciones a menudo en circunstancias controvertidas (por ejemplo, el caso de Michalis Karaolis) que condujeron al resentimiento en Chipre, en el Reino Unido y en otros países.
De acuerdo con la política del Gobierno Británico, Harding también trató de utilizar las negociaciones para poner fin a la crisis de Chipre. Sin embargo, las conversaciones con el arzobispo Makarios III no tuvieron éxito y, finalmente, Harding deportó a Makarios a la colonia británica de Seychelles. El 21 de marzo de 1956 el EOKA hizo un intento de asesinato contra la vida de Harding, mediante una bomba con temporizador bajo su cama que no estalló. Poco tiempo después, Harding ofreció una recompensa de 10.000 libras por la captura de General Georgios Grivas, el líder de EOKA.
Frente a las crecientes críticas en el Reino Unido acerca de los métodos que utilizó y a su falta de eficacia, Sir John Harding renunció como gobernador de Chipre el 22 de octubre de 1957, y fue reemplazado por Sir Hugh Foot.
En enero de 1958, Harding fue nombrado 1er Baron Harding de Petherton. Tras su jubilación se convirtió en presidente no ejecutivo de Plessey así como primer presidente ejecutivo de la casa de apuestas de carreras de caballos Levy Board. Perteneció a la Finsbury Rifles Old Comrades Association, en la que participó hasta el final de su vida. Murió en su casa de Nether Compton en Dorset el 20 de enero de 1989.

## Familia
En 1927 se casó con Mary Rooke; tuvieron un hijo: John Charles Harding, 2nd Baron Harding of Petherton.

## Reconocimientos
- Condecorado con la Military Cross en 1918.
- Nombrado Caballero Comendador de la Order of the Bath el 16 de junio de 1944.
- Nombrado Comendador de la Orden del Imperio Británico en 1941.
- Galardonado con la Orden del Servicio Distinguido (DSO) en 1941, con dos Barras adicionales en 1942 y 1943.
- Legión al Mérito de los Estados Unidos con el Grado de Comendador en 1948.
- Nombrado 1er Baron Harding de Petherton en enero de 1958.
- Existe un busto erigido en su honor en la ciudad inglesa de Taunton (Somerset).[42]